# Pfarrkirche Gießhübl

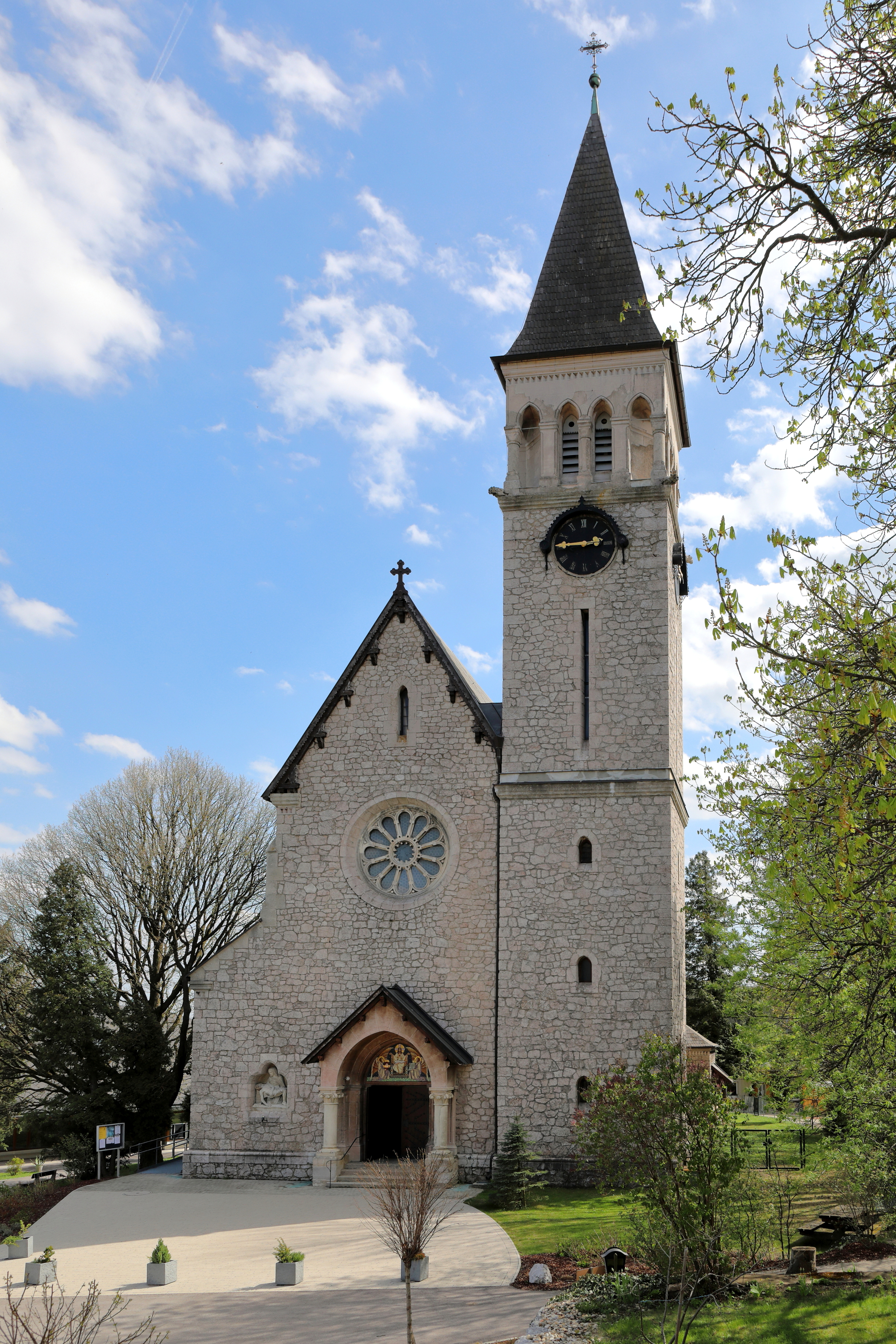
Katholische Pfarrkirche Hl. Dreifaltigkeit in Gießhübl

Die Pfarrkirche Gießhübl steht in der Gemeinde Gießhübl im Bezirk Mödling in Niederösterreich. Die auf die Heilige Dreifaltigkeit geweihte römisch-katholische Pfarrkirche gehört zum Dekanat Perchtoldsdorf im Vikariat Unter dem Wienerwald der Erzdiözese Wien. Die Kirche steht unter Denkmalschutz (Listeneintrag).

## Geschichte
Pfarrgeschichte
Gießhübl gehörte zur Pfarre Mödling und wurde im Zuge der Josephinische Kirchenreform am 7. November 1783 zur Lokalkaplanei erhoben. Am 30. Mai 1868 wurde Gießhübl mit Dekret von Weihbischof und späteren Erzbischof Johann Rudolf Kutschker eine eigenständige Pfarre. 1913 erfolgte die Zuteilung an das Dekanat Mödling und 1970 zum Dekanat Perchtoldsdorf. 1951 legte Fürst Franz Josef II. von Liechtenstein das Patronat über die Pfarre Gießhübl zurück und übergab die Pfarre der Erzdiözese Wien.
Kirchengeschichte
Um 1890 wurde ein Kirchenbaufond zum Bau einer rund 1.000 Personen Platz bietenden neuen Kirche gegründet. Etwa 1894 wurden die Pläne zugunsten eines einfacheren und kleineren Bauvorhabens geändert. Am 28. Mai 1899 fand die Grundsteinlegung zum Bau der neuen Pfarrkirche statt, den Baumeister Rückershäuser aus der Hinterbrühl ausführte. 1902 erfolgte die Turmkreuzweihe und am 24. September 1904 wurden die vier neuen Glocken feierlich auf den neuen Turm aufgezogen.
Die Segnung der neuen Kirche erfolgte am 28. Juni 1905 durch Dechant Dedic aus Heiligenkreuz. Zwei Tage vorher fand in der alten Pfarrkirche die Lesung der letzten Messe statt. Diese Kirche wurde in der 2. Hälfte des 18. Jahrhunderts errichtet und im September 1905 abgetragen. Am 25. Juli 1908 erfolgte die feierliche Weihe der neuen Kirche durch Weihbischof Godfried Marschall.

## Architektur und Ausstattung

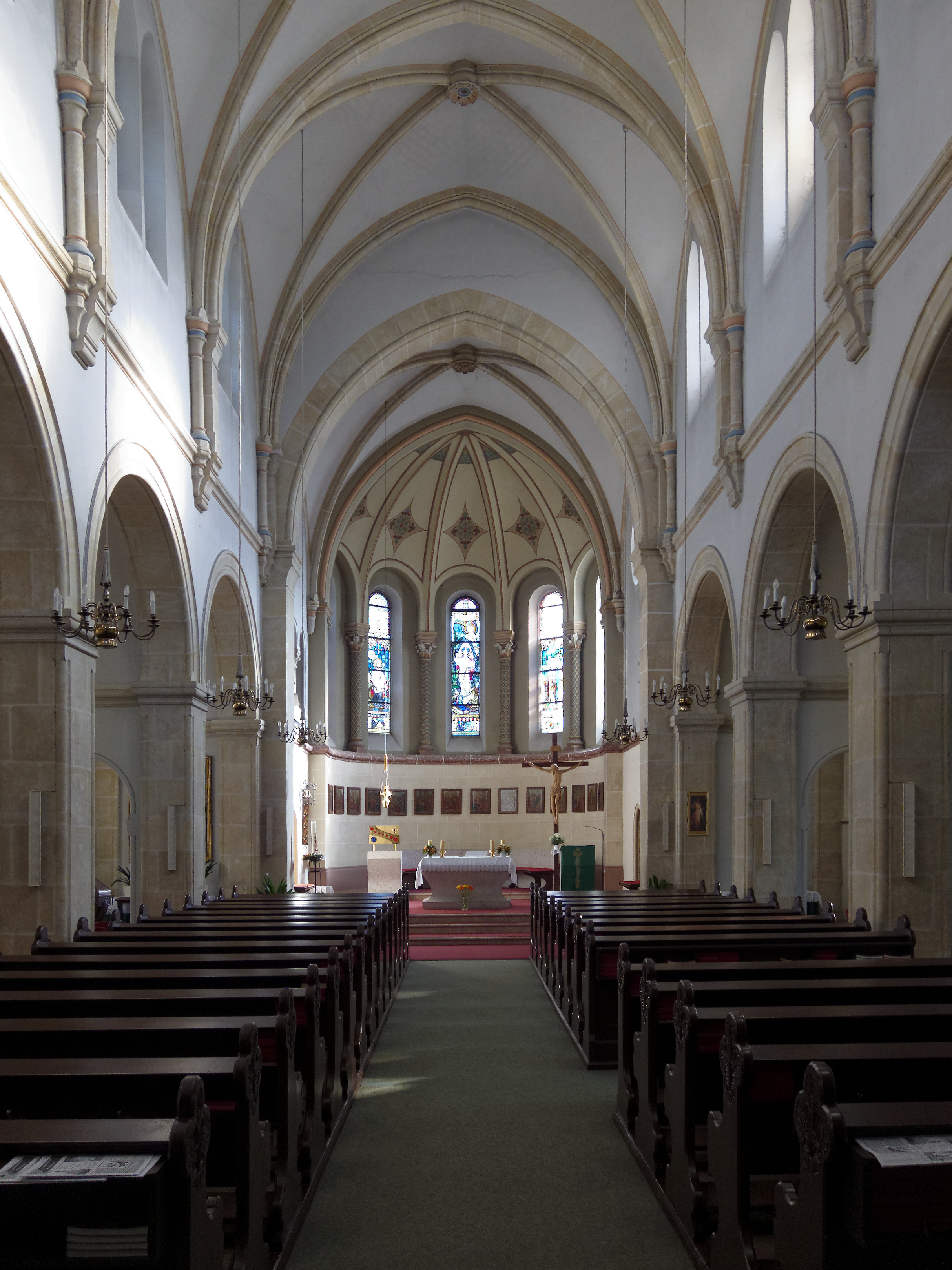
Im Langhaus zum Chor

Die mächtige Basilika zeigt auch Heimatstilelemente. Der vorgestellte Nordturm steht seitlich. Die Fassade des Langhauses und des Turmes bildet ein unverputztes Bruchsteinmauerwerk. Das basilikale Langhaus hat neugotische Spitzbogenfenster. Der halbkreisförmige Chor hat hohe Rundbogenfenster. Die Hauptfront gegen Norden hat eine große Fensterrosette, das Hauptportal unter einem Vorgiebel zeigt ein Tympanonmosaik Christus zwischen Engeln mit dem Wappen Liechtenstein. Der seitliche mächtige quadratische Nordturm hat über den Uhren eine offene spitzbogige Laufgalerie und trägt einen Pyramidenhelm.
Es gibt einen neugotischen Seitenaltar mit Tabernakel. Der Taufstein und die Kirchenbänke sind aus der Bauzeit.
Die Orgel aus 1900 mit 10 Registern wurde von Franz Josef Swoboda gebaut.
Das Geläut besteht aus vier Glocken mit einem Gesamtgewicht von rund 1.100 kg. Sie wurden von der Glockengießerei Graßmayr gegossen und am 26. Oktober 1958 feierlich aufgezogen, nachdem das Vorgängergeläut im Zuge der Metallspende des deutschen Volkes Februar 1942 abgehängt und eingegossen wurde.